# Chaussoy-Epagny
Chaussoy-Epagny – miejscowość i gmina we Francji, w regionie Hauts-de-France, w departamencie Somma.
Według danych na rok 1990 gminę zamieszkiwało 587 osób, a gęstość zaludnienia wynosiła 51 osób/km² (wśród 2293 gmin Pikardii Chaussoy-Epagny plasuje się na 473. miejscu pod względem liczby ludności, natomiast pod względem powierzchni na miejscu 349.).